# Картель Северного побережья
Картель Северного побережья (исп. Cartel de la Costa) — наркокартель, действовавший на севере Колумбии. В основном управлял незаконным оборотом наркотиков в областях колумбийского побережья Карибского моря, контролировал наркотрафик из других регионов Колумбии и соседних стран, а также местное производство наркотиков.

## История
Главой Картеля Северного побережья был Альберто Орландес-Гамбоа. 6 июня 1998 года он был арестован и экстрадирован в США, где признался в многочисленных преступлениях в сфере незаконного оборота наркотиков. Другими известными участниками картеля были семья Насер, которые владели бизнесом в Барранкилье, в том числе дорогим отелем Эль Прадо, который в настоящее время является собственностью колумбийского правительства.
Наиболее известными участниками клана были Хулио Сезар Насер Давид и его бывшая жена Шейла Насер. Она была арестована в Швейцарии, а затем экстрадирована в США в сентябре 1994 года. Шейла Насер взяла на себя ответственность за контрабанду в США около 30 партий кокаина и марихуаны в период между 1976 и 1994 годами. Её муж также должен был быть экстрадирован, но он умер 13 января 2000 года.
Их сын Хорхе «Тито» Насер после отбытия тюремного заключения был убит боевиками в Барранкилье при выходе из тренажерного зала. Карлос Альберто Насер был арестован в 1998 году. Клаудия Насер и Карлос Альберто Насер были признаны виновными в отмывании денег и незаконном бизнесе.
После выдачи Альберто Орландес-Гамбоа один из его сотрудников, Керсис Антонио Гонсалес, выдавший Орландес-Гамбоа, был убит боевиками в коммерческом учреждении в Барранкилье. Густаво Салазар Берналь был убит в Картахене 30 августа 2001 года боевиком, который был связан с Картелем Северной долины. Он был убит за то, что был ответственен за потерю партии наркотиков, перевозимых в Европу. Его брат Эрнандо также был убит участником картеля Северной долины.